# Francesca Reale
Francesca Luisa Reale (* 23. August 1994 in Los Angeles, Kalifornien) ist eine US-amerikanische Schauspielerin. Bekanntheit erlangte sie vor allem durch ihre Rollen aus den Serien Haters Back Off und Stranger Things.

## Leben und Karriere
Francesca Reale wurde in Los Angeles geboren, wo sie auch aufwuchs. Bereits in jungen Jahren hegte sie den Wunsch, Schauspielerin zu werden. Als Inspiration dazu zählt sie unter anderem die Schauspielerin Audrey Hepburn. Nach dem Schulabschluss verließ sie Kalifornien in Richtung Ostküste und erwarb 2015 den Bachelor of Fine Arts im Fach Schauspiel an der New York University. Anschließend wurde sie am Lee Strasberg Theatre and Film Institute und an den Film Institute and Stonestreet Studios weiter ausgebildet.
2013 gab sie im Kurzfilm The Furies of War ihr Schauspieldebüt vor der Kamera. Es folgten weitere Auftritte in Kurzfilmen und eine Gastrolle in der Serie Blue Bloods – Crime Scene New York im Jahr 2016. im selben Jahr wurde sie in der US-amerikanisch-kanadischen Comedy-Serienproduktion Haters Back Off als Emily in einer der Hauptrollen besetzt, die beim Streamingdienst Netflix veröffentlicht wurde. Bis zur Einstellung der Serie nach der zweiten Staffel 2017 gehörte sie zur Besetzung und stellte die Schwester der Hauptfigur Miranda, gespielt von Colleen Ballinger, dar. 2019 übernahm sie in der dritten Staffel der Serie Stranger Things in der Rolle der Bademeisterin Heather Holloway eine größere Nebenrolle, die sie einem größeren Publikum vorstellte. Ebenfalls 2019 verkörperte sie als Laura eine Nebenrolle im Filmdrama Yes, God, Yes – Böse Mädchen beichten nicht und arbeitete dabei mit ihrer Serienkollegin aus Stranger Things, Natalia Dyer, zusammen.

## Filmografie (Auswahl)
- 2013: The Furies of War (Kurzfilm)
- 2015: Goodbye Charm City (Kurzfilm)
- 2016: Blue Bloods – Crime Scene New York (Blue Bloods, Fernsehserie, Episode 6x20)
- 2016–2017: Haters Back Off (Fernsehserie, 16 Episoden)
- 2017: Cabin (Kurzfilm)
- 2019: Yes, God, Yes – Böse Mädchen beichten nicht (Yes, God, Yes)
- 2019: Stranger Things (Fernsehserie, 6 Episoden)
- 2020: Wireless (Fernsehserie, 7 Episoden)
- 2021: Dating & New York
- 2022: Do Revenge
- 2023: Parachute
- 2024: Música